# 日本頜吻鰻
日本頜吻鰻（學名：Gnathophis ginanago），是輻鰭魚綱鰻形目康吉鳗科頜吻鰻屬的其中一種，由Asano在1958年描述，分布於西北太平洋日本海域，體長可達40公分，為底棲性魚類，生活習性不明。